# 巴鲁 (巴西)
巴鲁（葡萄牙語：Barro）是巴西塞阿拉州的一个市镇。总面积709.655平方公里，总人口20434人，人口密度28.8人/平方公里。